# Henrik Hastfehr
Henrik Hastfehr, född 1651 i Livland, död 1724 i Ravlunda socken, var en svensk militär.
Henrik Hastfehr blev officer 1671, ryttmästare vid Karelska kavalleriregementet 1676 och erhöll 1677 avsked på grund av skador. Åren 1701–1704 var han överstelöjtnant och chef för Dorpatska lantmilisbataljonen, därefter[när?] överste och chef för Ingermanländska infanteriregementet, och befann sig 1710–1722 i rysk krigsfångenskap.